# Punta Loma
Punta Loma ist eine Landspitze von Nelson Island im Archipel der Südlichen Shetlandinseln. Sie liegt östlich des Spiro Hill am Westufer der Edgell Bay.
Argentinische Wissenschaftler benannten sie. Der weitere Benennungshintergrund ist nicht überliefert.